# Grotella harveyi
Grotella harveyi là một loài bướm đêm thuộc chi Grotella, trong họ Noctuidae.Loài này được tìm thấy ở Bắc Mỹ, bao gồm Colorado, nơi đặc trưng của nó.